# Carlo Filangieri
Carlo Filangieri (né le 10 mai 1784 à Cava de' Tirreni, dans la province de Salerne en Campanie - mort le 9 octobre 1867), prince de Satriano, fut un militaire et un homme d'État napolitain, lieutenant-général, directeur général du génie, de l'artillerie, du dépôt de la guerre et des écoles militaires du royaume des Deux-Siciles. 

## Biographie
Carlo Filangieri est le descendant d'un de ces aventuriers normands (cf. famille Filangieri) qui, avec les fils de Tancrède de Hauteville, quittèrent le duché de Normandie pour tenter l'aventure dans une Italie méridionale en proie à l'anarchie. Carlo Filangieri avait pour père Gaetano Filangieri, auteur de l'ouvrage intitulé Science de la législation, et qui est regardé comme le Montesquieu de l'Italie.
La conquête du royaume de Naples par les Français en 1799, détermina le départ du jeune Filangieri pour la France ; à son arrivée à Paris, le premier Consul, voulant honorer la mémoire de l'illustre auteur de la Science de la législation, le fit admettre au Prytanée, pour y achever ses études. Le jeune élève s'y fit remarquer par de grands succès, principalement dans les sciences mathématiques. Au commencement de 1802, nommé sous-lieutenant dans une demi-brigade d'infanterie de ligne, il fit, d'une manière brillante, les campagnes auxquelles son régiment prit part, et se distingua surtout à la bataille d'Austerlitz, où il reçut trois blessures.
Le royaume de Naples ayant été occupé une seconde fois par les armées françaises, Charles Filangieri fut mis par Napoléon Ier, en 1806, à la disposition de Murat qui venait de monter sur le trône de Naples. Filangieri fut d'abord envoyé au siège de Gaeta, puis au corps chargé de la conquête des Calabres. Appelé ensuite auprès de Joseph Bonaparte, devenu roi d'Espagne, il fit la guerre de la Péninsule avec le grade de lieutenant-colonel ; mais un duel qu'il eut à Burgos, avec le général Franceschi-Losio, et dans lequel ce dernier fut tué, ayant fait encourir à Filangieri la disgrâce du roi Joseph, il revint à Naples. Murat l'y accueillit avec empressement, lui confia le commandement d'un régiment et ne tarda pas à remarquer en lui les qualités d'un officier de la plus haute distinction.
Élevé au grade de général de brigade en 1813, il reçut le commandement de l'avant-garde de l'armée napolitaine qui, par suite de la défection de Murat, vint combattre les Français et le prince Eugène de Beauharnais jusque sur la rive droite du Pô. Mais de nouveaux événements, le retour de l'île d'Elbe et la déchéance de Murat arrêtée au congrès de Vienne, rallièrent les armes de ce dernier à la cause de la France.
Dans la campagne de 1815, au passage du Panaro, dans le duché de Modène, passage que l'armée autrichienne, sous les ordres du général Bianchi, défendit avec une grande opiniâtreté, le général Filangieri se signala d'une manière héroïque. Comme le général Bonaparte à Arcole, on le vit s'élancer et franchir le premier le pont si vigoureusement défendu ; il fut retrouvé couvert de blessures et presque mort sur le champ de bataille, où Murat le nomma lieutenant-général, grade qui est le plus élevé dans l'armée napolitaine.
Le roi Ferdinand et ses successeurs appréciant les talents militaires du général Filangieri, sa longue expérience et l'estime dont il jouit lui ont successivement confié l'inspection générale de l'infanterie, celle de la garde royale et, depuis 1834, la direction générale de l'artillerie, du génie, du dépôt de la guerre et des Écoles militaires. Les progrès rapides dont ces armes spéciales lui sont redevables, ont rendu désormais européenne la réputation du général Filangieri.
En réaction à la révolution sicilienne de 1848, il est envoyé dans l'île par Ferdinand II. Il débarque le 29 mars et s'empare de Taormine le 2 avril 1849, de Catane le 7, enfin de Palerme le 15 mai. 
Il est nommé lieutenant général du roi en Sicile, où il est chargé de rétablir l'ordre après seize mois de révolte. Il restitue l'autonomie que l'île avait perdu depuis 1837, mais reste partisan de l'intimidation vis-à-vis des velléités révolutionnaires. Il est remplacé à ce poste par Paolo Ruffo di Bagnara en 1855.
En 1819, ce militaire a pris le titre de prince de Satriano à la mort de son oncle dont il était l'héritier.

### Source
- « Carlo Filangieri », dans Charles Mullié, Biographie des célébrités militaires des armées de terre et de mer de 1789 à 1850, 1852 [détail de l’édition]